# NGC 4645B
NGC 4645B (другие обозначения — ESO 322-60, MCG -7-26-34, DCL 157, PGC 42813) — линзообразная галактика (SB0) в созвездии Центавр.
Этот объект не входит в число перечисленных в оригинальной редакции «Нового общего каталога» и был добавлен позднее.